# Savignano sul Panaro
Savignano sul Panaro es un municipio situado en el territorio de la provincia de Módena, en Emilia-Romaña (Italia).
Perteneció al Ducado de Módena hasta 1577 cuando pasó a Giacomo Boncompagni, cuya familia mantuvo la población en su poder, hasta la invasión napoleónica de Italia en 1796. Cuando pasa a pertenecer a la República Cisalpina. En 1814 pasó de nuevo al ducado de Módena y Reggio.

## Demografía
| Gráfica de evolución demográfica de Savignano sul Panaro entre 1861 y 2001 |
|                                                                            |
| Fuente ISTAT - elaboración gráfica de Wikipedia                            |